# Kornsjöarna
Kornsjöarna är tre sjöar belägna längs med gränsen mellan Bohuslän och Dalsland i Västra Götalands län; Norra Kornsjön, Mellan-Kornsjön och Södra Kornsjön. Norra Kornsjön ligger till hälften i Norge. De är förbundna med varandra och ingår i Enningdalsälvens avrinningsområde. Sjöarna avvattnas via Kynne älv till Södra Bullaresjön. Mellan Norra Kornsjön och Mellan-Kornsjön går Nordnäskanalen.
I Södra Kornsjön finns abborre, gädda, mört, sik, siklöja och sutare.
| Norra Kornsjön                      |                              |
| Läge                                | Bohuslän, Dalsland, Norge    |
| Yta                                 | 9,3 km²                      |
| Höjd                                | 141 m ö.h.                   |
| Flöden                              |                              |
| Tillflödesländer                    | Sverige, Norge               |
| SjöID                               | 653813-126173, 654213-126229 |
| 58°56′N 11°39′Ö / 58.933°N 11.650°Ö |                              |

| Mellan-Kornsjön                     |                    |
| Läge                                | Bohuslän, Dalsland |
| Yta                                 | 2,4 km²            |
| Höjd                                | 141 m ö.h.         |
| Flöden                              |                    |
| Tillflödesländer                    | Sverige            |
| SjöID                               | 653461-126344      |
| 58°53′N 11°41′Ö / 58.883°N 11.683°Ö |                    |

| Södra Kornsjön                      |                    |
| Läge                                | Bohuslän, Dalsland |
| Yta                                 | 7,2 km²            |
| Höjd                                | 135 m ö.h.         |
| Flöden                              |                    |
| Tillflödesländer                    | Sverige            |
| Utflöden                            | Kynne älv          |
| SjöID                               | 652556-12631       |
| 58°48′N 11°44′Ö / 58.800°N 11.733°Ö |                    |